# Satanic Surfers / Ten Foot Pole Split
Jest to split szwedzkiego zespołu Satanic Surfers z amerykańskim Ten Foot Pole. Zespoły prezentują tu po trzy wcześniej niepublikowane utwory.

## Lista utworów
1. Walkin' (Ten Foot Pole)
2. Tunnel's End (Ten Foot Pole)
3. Gnarly Charlie (Ten Foot Pole)
4. Truck Driving Punk (Satanic Surfers)
5. Equal Rights (Satanic Surfers)
6. Your Perfect World (Satanic Surfers)